# Ноел Братерстон
Ноел Братерстон (англ. Noel Brotherston, нар. 18 листопада 1956, Дандональд — пом. 6 травня 1995, Блекберн) — північноірландський футболіст, що грав на позиції півзахисника.
Виступав, зокрема, за клуб «Блекберн Роверз», а також національну збірну Північної Ірландії.

## Клубна кар'єра
У дорослому футболі дебютував 1974 року виступами за «Тоттенгем Готспур», в основній команді, втім, протягом трьох років провів лише одну гру чемпіонату. 
Привернувши увагу представників тренерського штабу клубу «Блекберн Роверз», приєднався до його складу у 1977 році. Відіграв за команду з Блекберна наступні десять сезонів своєї ігрової кар'єри. Більшість часу, проведеного у складі «Блекберн Роверз», був ключовим фланговим півзахисником команди.
Протягом 1987—1989 років захищав кольори команди «Бері». Завершив професійну ігрову кар'єру у клубі «Скарборо», за команду якого грав на умовах оренди в 1989 році.

## Виступи за збірну
1980 року дебютував в офіційних матчах у складі національної збірної Північної Ірландії. Протягом кар'єри у національній команді, яка тривала 6 років, провів у формі головної команди країни 27 матчів, забивши 3 голи.
У складі збірної був учасником чемпіонату світу 1982 року в Іспанії.

## Після завершення ігрової кар'єри
Завершивши виступи на футбольному полі, повернувся до Блекберна, де провів найкращі роки ігрової кар'єри і де був улюбленцем уболівальників. Працював художником і декоратором.
Помер 6 травня 1995 року на 39-му році життя від серцевого нападу.